# Краснореченская улица (Хабаровск)
Красноре́ченская у́лица — одна из главных улиц Хабаровска, соединяющая южные районы с центром города. 
Берёт начало от пересечения с улицей Артёмовской,  за пересечением улицей Оборонной имеет продолжением в центр города Волочаевскую улицу. Названа по малой реке Красная, пересекающей улицу в районе дома № 4. Открыта для движения автотранспорта на всём протяжении. Является частью автотрассы М60 на участке с нулевого по 10-й километр. Нумерация домов с юга на север.

## Реконструкция
С 2015 по 2020 годы велась поэтапная реконструкция улицы с расширением до 2 полос движения в каждом направлении и выделение дополнительных полос для поворотов. При движении с юга на север организована выделенная полоса для движения общественного транспорта. К началу 2021 года была облагорожена тротуарная часть.
Работы длились почти 6 лет и проходили в четыре этапа. Ремонт прошёл от улицы Волочаевской до Владивостокского шоссе. Как сообщила пресс-служба городской администрации, непосредственно глобально реконструировано 7,5 км трассы, дорожное покрытие отремонтировано на всём протяжении улицы.
После завершения реконструкции, на которую только в этом году потратили 660 млн рублей, Краснореченская стала шестиполосной с двумя отдельными полосами для автобусов и разделительной полосой с карманами для совершения левого поворота. Общая ширина дороги составляет 22,5 метра, а пропускная способность — до 25 тыс. автомобилей в сутки.
За четыре года на Краснореченской привели в соответствие с современными требованиями все перекрестки и светофорные объекты. Только в 2020 году там установили более 100 приборов фотовидеофиксации нарушений ПДД. Также на магистрали смонтировали барьерные ограждения и металлические ограды для пресечения выхода горожан на проезжую часть в неположенных местах.

## Транспорт
Остановки от начала улицы: «Дальхимфарм», «Красная речка» (трамвайная ост.), «Стройка», «Стадион „Строитель“» (трамвайная ост), «Площадь 60-летия Октября», «Заводская», «Ул. Сурикова», «МЖК» (масложиркомбинат), «Мелькомбинат», «Промышленно-экономический техникум», «Ул. Индустриальная», «Кондитерская фабрика "Спутник„» (трамвайная ост. «Депо № 1»), «Парк имени Юрия Гагарина», «Цирк», «Институт культуры», «Судоверфь», «Ул. Юности» (трамвайная остановка), «Индустриально-экономический колледж».
- Автобусы, №: 10, 25, 29, 30, 33, 40.
- Маршрутное такси, №: 83, 83п, 85, 86, 89.
- Пригородные автобусы №: 109, 110, 128.
- Пригородные маршрутные такси: № 27, 100, 177
- Трамваи, №: 1, 2.